# 愛知県立旭丘高等学校
愛知県立旭丘高等学校（あいちけんりつあさひがおかこうとうがっこう、Aichi Prefectural Asahigaoka High School）は、愛知県名古屋市東区出来町に所在する県立高等学校。

## 概要
歴史
1870年に尾張藩の設立した藩校・洋学校を起源に持つ。紆余曲折の末、1877年に、官立愛知英語学校の空き校舎と設備を引継ぎ、愛知県中学校として開校した。1899年に愛知一中と改称されて以降は、東京府立一中（現：東京都立日比谷高等学校）、神戸一中（現：兵庫県立神戸高等学校）と並び、「一中御三家」と称された。
戦後、市三高女を前身とする市立第三高校との統合により成立した（1948年10月1日）。成立後には小学区制が導入された（1955年まで）。1956年から1972年まで大学区制、1973年の学校群制度の導入、1989年の複合選抜制度を経る。
設置課程・学科
全日制課程 2学科
- 普通科
- 美術科

定時制課程 1学科 ※2020年度より生徒募集停止
- 普通科（夜間）

校訓
「正義を重んぜよ」
「運動を愛せよ」
「徹底を期せよ」
校章
旭丘高等学校の発足当時、在職教員のデザインしたものが投票で選定された。所在地の名古屋を象徴する二匹の鯱（双鯱（そうこ））を図案化したものの間に校名の「旭高」の文字（縦書き）を置いている。
校歌
現校歌は1952年に制定。作詞は旧制中学校の卒業生で、国文学者であり文化功労者に選ばれた文学博士・久松潜一（当時・東京大学教授）、作曲は信時潔による。歌詞は3番まであり、1番に校名の「旭丘」が登場する。また、これとは別に応援歌や壮行歌、逍遥歌がある。
スクールカラー
海老茶色 - 1949年に女子制服の色として制定されたのが始まり。
教育課程
全日制課程
全人教育を行っており、文系・理系を問わずに大学受験での選択科目（日本史、世界史、地理、倫理、政経、生物、地学、化学、物理）を全て必修としている。これは目先の大学入試に合わせるのではなく、将来社会に出たときに役立つ勉強を身につけるという考えによるものである。
授業時間は50分。月曜日は7時間、それ以外は6時間である。
定時制課程
4年課程であり、1学年あたり20名程在籍している。1年は2クラスあり、2年生からは1クラスなる。
授業時間は45分で4時間。1時間目と2時間目の間に給食（夕食）がある。
なお、愛知県教育委員会は、2020年度をもって定時制課程の入学者募集を停止している。。
同窓会
「鯱光会」（ここうかい）と称している。

## 校風
「バンカラ紳士」で鳴らした愛知一中の伝統を受け継ぐ自由な校風である。特徴的な点として、
- 私服通学
- 3年生が夏休みを利用して教科や教師選定、時間などをすべて生徒主体で取り仕切る「自主ゼミ」
- 生徒会が中心になり、教師に対して授業の批判や要望を書いた手紙を送る「意見制」

などがある。ただ下の二つについては最近では見られなくなった。

## 校則
制服は定められており、男子は学生服、女子はセーラー服であるが、私服登校が黙認されており、多くの生徒が私服で登校している。また、髪型、化粧などについても生徒個人の判断に任されている。

## 学校行事
全日制課程
どの行事も（式典と林間学舎集団訓練を除く）生徒自身で企画し運営を行っている。
春の小文化祭
毎年新入生歓迎のために行われる文化部の発表。入学式の後に行われる。
Spring Festival
始業式の後に行われる。主な内容は軽音楽部によるバンド、ダンス部によるダンス、有志によるコントや器楽演奏など。
春の遠足
2,3年生は行き先や内容をクラスごとに自分達で自由に決める。
林間学舎集団訓練
修学旅行はなく、林間学舎（通称：学舎）が修学旅行の扱いとなっている。
1年生の6月頃に特例財団法人愛知旭丘会が管理している林間学舎に班ごとに分かれて行く。3泊4日で、内容は野外炊事、班別活動、ホームルーム自主(討論会)、キャンプファイヤーなど。なお、2020年に新型コロナウイルス感染症の影響で2泊3日となり、現在も2泊3日のままである。
ホームルーム対抗
初夏と年度末の年2回、クラス対抗で2日ほど行われる大会(種目は球技でなくてはいけないという決まりはないが、ほぼ球技である)。主な種目はサッカー、ドッジボール、バレーボール、バスケットボール。2週間ほど前から各クラスで練習を始め、非常に力が入れられる。
学校祭
6日間の長丁場で行われる。毎年、初日が火曜日で最終日が日曜日と決まっている。
前夜祭
初日に行われる。主にバンドやダンス、音楽発表など。前夜祭という名ではあるが夜に行うわけではなく、午前中で終わって午後からは体育祭の準備にとりかかる。
体育祭
2日目に行われる。大まかに真面目に運動する種目と適当に楽しむ種目がある。
舞台発表
3日目の午前中に行われる。主に有志団体の発表や、文化祭での3年生のクラス発表の宣伝など。
分科会
3日目の午後に行われる。有志の生徒が講師となり、他の生徒に向けてそれぞれ自分の好きな内容で講座を開く。
討論会
4日目に行われる。決められたテーマについてそれぞれの意見に別れて討論を行う。毎年、固いテーマと柔らかいテーマが用意される。
文化祭
5,6日目に行われる。クラスでの発表や部活動、有志団体の発表を行う。6日間行われる学校祭のうち、唯一一般公開を行っている。
後夜祭
最終日の夜に行われる。主な内容は有志団体の発表、ファイヤートーチ部の演技、火文字など。

## 沿革

### 旧制中学校・新制高等学校（男子校）
- 1870年（明治3年）6月 - 名古屋藩立「洋学校」が七間町に開設される。英仏語学の教授所として設立され、横瀬文彦、英人アレキサンドル・インギリス、林正十郎、仏人P.J.ムーリエらが教師に就任[WEB 5]。当時の生徒に加藤高明、二葉亭四迷がいた[WEB 6]。
- 1872年（明治5年）- 廃藩置県により、「愛知県洋学校」と改称。
- 1873年（明治6年）- 「成美学校」と改称。
- 1874年（明治7年）9月 - 成美学校が廃止され、官立（国立）「愛知外国語学校」が設置される。後に「愛知英語学校」に改称。
- 1877年（明治10年）
  - 2月
    - 国の財政難により、愛知英語学校が廃止される。
    - 愛知県はその校舎と設備を文部省から移管され、（県立）「愛知県中学校」を設置。
- 1878年（明治11年）10月 - 南外堀校舎（現・中区）に移転。
- 1886年（明治19年）9月 - 中学校令の施行により、「愛知県尋常中学校」と改称。
- 1896年（明治29年）4月1日 - 尋常中学校（愛知県第二尋常中学校。現・岡崎高校）の新設により、「愛知県第一尋常中学校」と改称。
- 1899年（明治32年）4月1日 - 中学校令の改正により、「愛知県第一中学校」と改称（「尋常」が除かれる）。
- 1901年（明治34年）8月 - 「愛知県立第一中学校」と改称（県の後に「立」が加えられる）。
- 1904年（明治37年）- 校歌「山には虎狼」制定。作詞は当時の校長・日比野寛によるもの。日本で最初の校歌であると言われている[WEB 7]。
- 1908年（明治41年）9月 - 西二葉町校舎（現・東区）に移転。
- 1917年（大正6年）8月 - 野球部、第3回全国中等学校優勝野球大会（夏の甲子園大会の前身）で優勝。
- 1922年（大正11年）5月 - 「愛知県第一中学校」（再）と改称（「立」が除かれる）。
- 1938年（昭和13年）7月 - 新出来町校舎（現在地）に移転。
- 1943年（昭和18年）
  - 4月1日 - 中等学校令により、この時の入学生から修業年限が5年から4年に短縮される。
  - 4月 - 戦時体育編成により新学期から野球、庭球、排球の各部を解散。武装訓練が行われる[5]。
  - 7月 - 愛知一中予科練総決起事件が発生（後述。#エピソードを参照。）
- 1945年（昭和20年）
  - 3月 - 5年生（1940年（昭和15年）入学生）と4年生（1941年（昭和16年）入学生）の合同卒業式を挙行。
    - 教育ニ関スル戦時非常措置方策により、修業年限短縮の前倒しが決定し、1941年（昭和16年）以降の入学生にも修業年限4年が適用されたため。

  - 4月1日 - 戦時教育令により、1945年度（昭和20年度）1年間の授業が停止される。ただし勤労動員は継続。
  - 9月 - 終戦後、教育ニ関スル戦時非常措置方策・戦時教育令等が廃止され、授業が再開される。
- 1946年（昭和21年）4月1日 - 修業年限が5年に戻る。
- 1947年（昭和22年）4月1日 - 学制改革（六・三制の実施）が行われる。
  - 旧制中学校の生徒募集を停止（1年生不在）。
  - 新制中学校を併設し（名称:愛知県第一中学校併設中学校、以下:併設中学校）、旧制中学校1・2年修了者を新制中学校2・3年生として収容。
  - 併設中学校は経過措置としてあくまで暫定的に設置されたため、新たに生徒募集は行われず、在校生が2・3年生のみの中学校であった。
  - 旧制中学校3・4年修了者はそのまま旧制中学校に在籍し、4・5年生となった（4年修了時点で卒業することもできた）。
- 1948年（昭和23年）
  - 4月1日 - 学制改革（六・三・三制の実施）により、旧制中学校は廃止され、新制高等学校「愛知県立第一高等学校」（男子校）が発足。
    - 全日制普通課程（全日制課程 普通科）に加え、通信教育部普通課程（通信制課程 普通科）と昼間定時制普通課程（定時制課程 普通科 （昼間））を設置。
    - 旧制中学卒業生（5年修了者）を新制高校3年生、旧制中学4年修了者を新制高校2年生、併設中学卒業生（3年修了者）を新制高校1年として収容。
    - 併設中学校は新制高校に継承され（名称:愛知県立第一高等学校併設中学校）、在校生が1946年（昭和21年）に旧制中学校へ最後に入学した3年生のみとなる。

### 高等女学校・新制高等学校（女子校）
- 1924年（大正13年）4月 - 名古屋市立第二高等小学校（東区東片端町）を仮校舎として「名古屋市立第三高等女学校」が開校。
- 1927年（昭和2年）4月 - 東片端新校舎に移転。
- 1928年（昭和3年）10月 - 開校式を挙行。
- 1945年（昭和20年）
  - 3月 - 名古屋大空襲により全校舎を焼失。
  - 4月1日 - 戦時教育令により、1945年度（昭和20年度）1年間の授業が停止される。ただし勤労動員は継続。
  - 8月・9月 - 終戦後、教育ニ関スル戦時非常措置方策・戦時教育令等が廃止され、授業が再開される。筒井国民学校を仮校舎として使用。
  - 11月 - 内山国民学校を仮校舎として使用。
- 1947年（昭和22年）4月1日 - 学制改革（六・三制の実施）が行われる。
  - 高等女学校の生徒募集を停止（1年生不在）。
  - 新制中学校を併設し（名称:名古屋市立第三高等女学校併設中学校、以下:併設中学校）、高等女学校・2年修了者を新制中学校2・3年生として収容。
  - 併設中学校は経過措置としてあくまで暫定的に設置されたため、新たに生徒募集は行われず、在校生が2・3年生のみの中学校であった。
  - 高等女学校3・4年修了者はそのまま高等女学校に在籍し、4・5年生となった（4年修了時点で卒業することもできた）。
- 1948年（昭和23年）4月1日 - 学制改革（六・三・三制の実施）により、高等女学校は廃止され、新制高等学校「名古屋市立第三高等学校」（女子校）が発足。
  - 高等女学校卒業生（5年修了者）を新制高校3年生、高等女学校4年修了者を新制高校2年生、併設中学卒業生（3年修了者）を新制高校1年として収容。
  - 併設中学校は新制高校に継承され（名称:名古屋市立第三高等学校併設中学校）、在校生が1946年（昭和21年）に高等女学校へ最後に入学した3年生のみとなる。

### 愛知県立旭丘高等学校
- 1948年（昭和23年）10月 - 公立高等学校の再編により、上記2校が統合され、「愛知県立旭丘高等学校」（現校名）が発足し、男女共学を開始。
  - 旧・愛知県立第一高等学校より通信制・昼間定時制を継承し、併置。
  - 併設中学校も統合される（名称:愛知県立旭丘高等学校併設中学校）。
- 1949年（昭和24年）
  - 2月 - 東郷分校（昼間定時制）を設置。
  - 4月 - 小学区制・統合制が実施される。高校三原則に基づき、普通科・家庭科・商業科を設置し、総合制高等学校となる。
- 1950年（昭和25年）4月 - 美術科を設置。
- 1952年（昭和27年）
  - 1月 - 校歌を制定。 （作詞は久松潜一、作曲は信時潔による）
  - 2月15日 - 生徒会誌「旭苑」創刊
  - 4月 - 春日井市立高等学校を統合し、春日井分校（全日制課程普通科・家庭科）とする。
- 1953年（昭和28年）4月 - 商業科の募集を停止。本校定時制と東郷分校を昼間定時制から夜間定時制に変更。
- 1954年（昭和29年）4月 - 家庭科の募集を停止。
- 1955年（昭和30年）3月31日 - 商業科を廃止。
- 1956年（昭和31年）
  - 1月 - 鯱光館（体育館兼講堂）が完成。
  - 3月31日 - 家庭科を廃止。
  - 4月 - 大学区制を実施。
- 1957年（昭和32年）6月 - プールが完成。
- 1963年（昭和38年）4月1日 - 春日井分校が分離し、愛知県立春日井高等学校として独立。東郷分校を定時制から全日制に変更。
- 1965年（昭和40年）9月 - 財団法人愛知旭丘会を設立。
- 1967年（昭和42年）4月 - 岐阜県吉城郡上宝村（現・高山市奥飛騨温泉郷）に林間学舎が完成。
- 1969年（昭和44年）4月 - 大学紛争が波及、全愛知高校総決起大会が発生。全校集会、教員スト、久屋町広場デモなどが起こる。式以外の服装自由黙認。
- 1970年（昭和45年）3月31日 - 東郷分校を廃止。
- 1971年（昭和46年）
  - 4月1日 - 通信制課程が分離し、愛知県立旭陵高等学校として独立。
  - 11月 - 美術科教室棟が完成。
- 1973年（昭和48年）4月1日 - 全日制課程で学校群制度を実施。千種高校と名古屋2群、市立北高校と名古屋3群を組む。
- 1977年（昭和52年）
  - 4月 - 小体育館と定時制食堂が完成。
  - 10月 - 創立100周年記念式典を挙行。
- 1979年（昭和54年）2月24日 - 愛知一中会・三稜会・旭丘同窓会が合同し、鯱光会発足
- 1981年（昭和56年）3月 - 新図書館が完成。
- 1982年（昭和57年）3月 - 校舎改修第1期工事が完了。クラブハウス（部室棟）が完成。
- 1983年（昭和58年）3月 - 校舎改修第2期工事が完了。
- 1984年（昭和59年）3月 - 校舎改修第3期工事が完了。
- 1985年（昭和60年）3月 - 校舎改修第4期工事が完了。
- 1986年（昭和61年）2月 - 鯱光舘（体育館兼講堂）の改修を完了。
- 1989年（平成元年）
  - 3月 - 新弓道場が完成。
  - 4月 - 全日制課程で学校群制度が廃止され、複合選抜制度を開始。尾張Ⅰ群Aグループに属する。
- 1992年 (平成4年) 10月 - 17日にアメリカ合衆国ルイジアナ州バトンルージュ市の郊外で2年生だった服部剛丈が射殺された日本人留学生射殺事件が起きた。
- 2002年（平成14年）3月 - 新校舎竣工。
- 2007年（平成19年）
  - 7月 - 冷房設備を全教室に導入。
  - 11月 - ホームカミングデーを実施。
- 2008年（平成20年）
  - 6月 - 愛知スーパーハイスクール研究（教育課程自然科学教育部門）指定を受ける。
  - 10月 - コンピュータとバーコードを利用した新蔵書管理システムを導入。
- 2014年（平成26年）
  - 3月 - スーパーグローバルハイスクール指定を受ける。
- 2017年（平成29年）
  - 6月28日 - 旭丘高校を含む13校の正門（愛知県立旧制学校の門柱）が登録有形文化財に登録される[WEB 8]。
- 2018年（平成30年）
  - 8月 - 野球部、第100回全国高等学校野球選手権記念大会で皆勤校として主将が開会式で行進。[WEB 9]
- 2020年（令和2年）
  - 4月 - 定時制課程生徒募集停止[WEB 2]

## 部活動
全日制課程
（2025年時点）
文化部
| - 天文部 - 吹奏楽部 - 電気部 - 囲碁将棋部 - 軽音楽部 - 図書部 - 演劇部 - 弦楽部 - 写真部 - 書道部 | - 放送部 - 生物部 - 合唱部 - 鉄道研究部 - 映画制作部 - 競技かるた部 - 数理科学部 - クイズ研究部 - ファイヤートーチ部 - E.S.S.部（English Speaking society） |

運動部
| - 硬式野球部 第1回全国中等学校優勝野球大会から現代まで地区大会の皆勤出場をしている15校の内の1校でもある。 - 軟式野球部 - 硬式テニス部（男女） - 軟式テニス部（男女） - バレーボール部（男女） - バスケットボール部（男女） - バドミントン部（男女） - ハンドボール部（男女） - ラグビー部 - サッカー部（男女） | - ダンス部 - 卓球部 - 柔道部 - 弓道部 - 剣道部 - 陸上競技部 - ボート部 - 水泳部 - ワンダーフォーゲル部 |

同好会
- 絵画研究同好会
- JRC（青少年赤十字）

有志団体（主な団体のみ記載）
- 應援團
- TRPG
- 麻雀愛好会(旭雀会)
- 漫画研究会
- 着ぐるみ愛好会
- コスプレ愛好会
- 音楽愛好会

定時制課程
- 男子バスケットボール部(女子の場合はマネージャー)
- 男子・女子バドミントン同好会

## エピソード
1. 毎年10人ほどが在学中に海外に留学する。1992年、留学中の服部剛丈（当時16歳）がバトンルージュで射殺されるという事件が起きた（日本人留学生射殺事件）。追悼の意味をこめて校内に木が植えてある。また、悲劇を繰り返さないためには文化の違いを乗り越え理解を深めていく必要性があるとして、銃のない安全な日本社会を体験してもらうため米国の高校生を年に一人ずつ招こうと計画して「YOSHI基金」が設立された。[WEB 10]
2. 2000年から2002年まで校舎建て替えの際、卒業生の河村たかし（衆議院議員・前名古屋市長）を筆頭に「伝統のある文化的意義の高い校舎を壊すな」という座り込み運動が起きた。結局運動は挫折し、校舎は建て替えられたが、新校舎は旧校舎の雰囲気を残して建てられている[6]。
3. 野球部のユニフォームは愛知一中時代のものを受け継ぎ、帽子が黒の二本線で胸の真ん中に校章が配されている。[WEB 11]1917年、野球部は第3回全国中等学校優勝野球大会に出場した。この時は1回戦で敗れたが、敗者復活戦で勝ち、決勝まで勝ち進んで優勝した。大会前の組み合わせ抽選会で、主催者側から敗者復活戦の説明があり、この時に愛知一中の主将が「敗者復活戦から勝ち進んでも優勝できるんですか?」と質問した。「勿論優勝です」と大会委員は回答し、それを愛知一中は現実のものにした。[WEB 12]なお、その後大会委員会が「一度負けたチームが優勝するというのは如何なものか？」と物議を醸した為、敗者復活戦はこの年限りで廃止になった。[WEB 13]
4. JR東海のCM「シンデレラ・エクスプレス」シリーズの発案者は 同社東京広報部社員だった29期 陸上部 坂田一広である
5. 愛知一中予科練総決起事件。1943年、当時愛知一中に在籍していた全校生徒約700人が、軍の命令に応じ海軍甲種飛行兵予科練習生に志願するという出来事があった。この時のいきさつについては地元のNHK名古屋放送局が終戦特集ドラマ『15歳の志願兵』を制作、第二次世界大戦終戦からちょうど65年の日に当たる2010年8月15日夜にNHK総合テレビの「NHKスペシャル」で全国放送した。[WEB 14]ドラマの原案となった本を書いた江藤千秋（2003年死去）は、この出来事の当事者の一人であった。

## 特徴ある建造物
1. 旧制中学校の卒業生・矢橋徳太郎が考案した母校・愛知県立旭丘高等学校など全国200箇所程設置されている「矢橋式日時計」が、運動場を見渡せる校舎沿いに設置されている[WEB 15][WEB 16]。
2. 愛知県立第一中学校の現在地への移転時に建設された正門門柱（主門柱2本と脇門柱1本からなる鉄筋コンクリート造、柱はほぼ正方形の平面で横目地4本を入れている）は、国土の歴史的景観に寄与しているものとして、国の登録有形文化財（建造物）に登録された[WEB 17][WEB 18]。

## 交通アクセス
- JR東海大曽根駅から南へ徒歩10分[WEB 19]。
- 名鉄瀬戸線・地下鉄名城線大曽根駅から南へ徒歩15分[WEB 19]。
- 地下鉄名城線ナゴヤドーム前矢田駅から徒歩12分。
- 基幹バス古出来町バス停から徒歩5分[WEB 19]。
- 地下鉄東山線・桜通線今池駅から北へ徒歩20分強。

## 鯱光会
同窓会として「鯱光会」が組織されている。前身校の同窓会としての「愛知一中会」と「三稜会」（名古屋市立第三高等女学校同窓会）および「愛知県立旭丘高等学校同窓会」は別々に存在していたが、1977年（昭和52年）の創立100年祭を共同で挙行したことをきっかけとし、1979年（昭和54年）2月下旬「鯱光会」の元で連携を図ることとなった。以降、各同窓会の活動とは別に共同事業については鯱光会が主催するという形が取られたが、2003年（平成15年）4月1日をもって三同窓会は「鯱光会」に統合され、三校の同窓会組織としての鯱光会が改めて発足している。

## 関連書籍
- 「愛知一中物語」上・下（大野一英、中日新聞）
- 「川勝先生の物理授業」上・中・下巻（川勝博、海鳴社 ISBN 9784875251798）
- 「消された校舎 旭丘高校校舎建て替えてんまつ記」（旭丘高校校舎の再生を考える会編、風媒社 ISBN 9784833110686）
- 「青春の道を求めて - 高校生活の探究」（大野健二、文芸社 ISBN 9784286001531）
- 「積乱雲の彼方に―愛知一中予科練総決起事件の記録」（江藤千秋、法政大学出版局 ISBN 9784588316203）
NHKスペシャル戦争特集ドラマ『15歳の志願兵』の原案。
- 「旭丘高校VS東海高校―名門校ライバルものがたり」 (荒川晃、風媒社 ISBN 978-4833131544)
- 小説「仮面ライダークウガ」荒川稔久

## 同名の高等学校
- （私立）新名学園 旭丘高等学校（神奈川県小田原市）
- （市立）市立札幌旭丘高等学校（札幌市中央区）

### WEB
1. ↑  文系理系分けず三兎も追う人材輩出　愛知県立旭丘高｜学校のリーダー　出世ナビ
2. 1 2  “令和２年度愛知県立高等学校定時制課程入学者募集について - 愛知県”. www.pref.aichi.jp. 2019年10月2日閲覧。
3. ↑  久松潜一｜コトバンク
4. ↑  “令和２年度愛知県立高等学校定時制課程入学者募集について”.   愛知県 教育委員会事務局 高等学校教育課. 2019年10月1日閲覧。
5. ↑  篠田武清、「名古屋藩洋学校覚書 愛知英語学校と逍遙四迷高明など」『日本英学史研究会研究報告』 1967年 1967巻 80号 p.1-6
6. ↑  『名古屋藩学校と愛知英語学校 : 附・坪内逍遥博士のことども』堀川柳人 編 (安藤次郎, 1935)
7. ↑  校歌 - 愛知県立旭丘高等学校ウェブサイト
8. ↑  相坂穣 (2017年3月11日). “文化審議会答申 県内対象 重要文化財 万葉集（紀州本） 登録有形文化財 県立高13校正門など”. 中日新聞 (中日新聞社):  p. 朝刊 県内版 26
9. ↑  “地方大会100回皆勤15校主将も行進リハーサル - 夏の甲子園 : 日刊スポーツ”. nikkansports.com. 2019年8月25日閲覧。
10. ↑  Japan. “YOSHI基金”. Japan. 2019年8月27日閲覧。
11. ↑  “愛知一中旭丘高校野球倶楽部ホームページ”. asahi-bc.net. 2019年8月27日閲覧。
12. ↑  “愛知一中、敗者から頂点 「甲子園１００年」企画第１弾”. 中日スポーツ・東京中日スポーツ. 2019年8月27日閲覧。
13. ↑  “高校野球で一度負けても優勝できた？【ホームメイト・リサーチ - スポランド】”. www.homemate-research-baseball.com. 2019年8月27日閲覧。
14. ↑  日本放送協会. “ＮＨＫスペシャル 終戦特集ドラマ「１５歳の志願兵」制作発表”. ドラマトピックス. 2019年8月27日閲覧。
15. ↑  矢橋式日時計他
16. ↑  CBCクラブ文化賞（くちなし章）受賞者一覧｜CBCクラブ
17. ↑  愛知県立旭丘高等学校正門門柱（旧愛知県立第一中学校正門）｜文化遺産オンライン
18. ↑  愛知県立旭丘高等学校正門門柱（旧愛知県立第一中学校正門）
19. 1 2 3  “アクセス”.   愛知県立旭丘高等学校. 2021年7月21日閲覧。
20. 1 2 3  “鯱光会紹介”.   鯱光会. 2021年7月21日閲覧。

### 書籍
1. ↑  新生通信編『日本の名門高校ベスト100 公立高校編』（新生通信・朝日新聞社）
2. ↑  『名門高校ライバル物語』講談社 P202
3. ↑  『名門高校ライバル物語』講談社 P207
4. ↑  『名門高校ライバル物語』講談社 P206
5. ↑  中京の名門校が野球など球技各部を廃止（昭和18年4月25日 中部日本新聞）『昭和ニュース辞典第8巻 昭和17年/昭和20年』p4 毎日コミュニケーションズ刊 1994年
6. ↑  『47都道府県の名門高校』平凡社新書 P175